# Vörösmarty Lili
Vörösmarty Lili (Kolozsvár, 1924. május 10. – Budapest, 1964. november 20.) magyar színésznő. A dédapja Vörösmarty Mihály közeli rokona volt.

## Életpályája
Anyja és nagyanyja is színésznők voltak. 1941–1944 között az ország több színházában szerepelt. 1944-től a Magyar Színház, 1945-től a Kis Színház tagja, illetve 1945-től ismét játszott vidéken is. 1950-től a Magyar Rádió színésznője volt haláláig.
Híres szerepe a népszerű A Szabó család című rádiós szappanopera Icája.

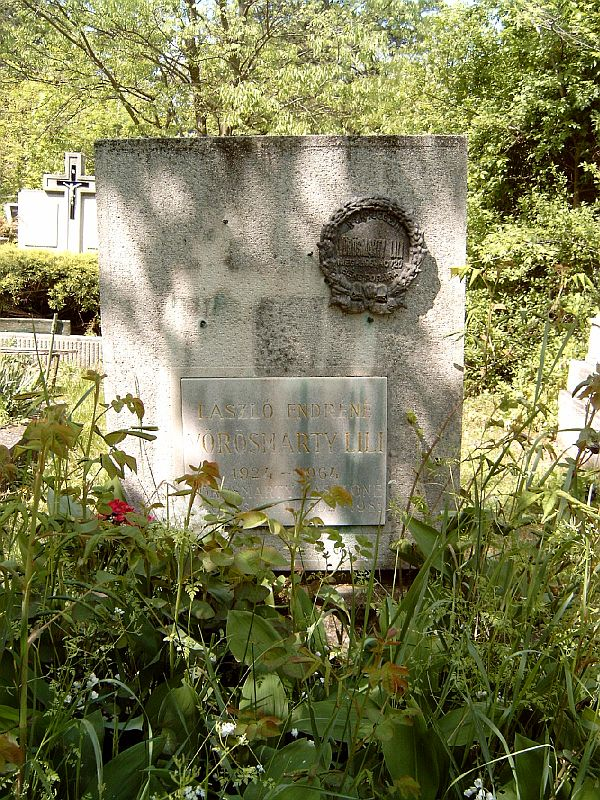
Vörösmarty Lili sírja Budapesten. Új köztemető: 21/1-1-254/A.

Autóbalesetben hunyt el.

## Egyéb főszerepei
- Erzsébet (Zawieyski: Válaszút)
- Sienai Katalin (Paoliere: A mennyei láng)
- Lisette (Marivaux: Szerelem játéka)

## Filmjei
- Színészek a porondon (1963)